# (1303) Luthera
(1303) Luthera est un astéroïde de la ceinture principale extérieure découvert le 16 mars 1928 par l'astronome allemand Friedrich Karl Arnold Schwassmann. Il a été nommé en hommage à l'astronome germanique Robert Luther.

## Historique
Le lieu de découverte, par l'astronome allemand Friedrich Karl Arnold Schwassmann, est l'observatoire de Hambourg à Bergedorf.
Sa désignation provisoire, lors de sa découverte le 16 mars 1928, était 1928 FP.